# Kirchspielslandgemeinde Schwabstedt
Die Kirchspielslandgemeinde Schwabstedt war eine Gemeinde im Kreis Husum (vom 1. Oktober 1932 bis zum 30. September 1933 Kreis Husum-Eiderstedt).

## Geographie

### Fläche und Einwohnerzahl
Die Kirchspielslandgemeinde hatte am 16. Juni 1925 insgesamt 1753 Einwohner an 16 Wohnplätzen. Am 1. Oktober 1930 betrug ihre Fläche 36,86 km2.

### Nachbargemeinden
Nachbargemeinden waren im Uhrzeigersinn im Norden beginnend die Kirchspielslandgemeinden Mildstedt und Ostenfeld (beide im Kreis Husum), die Gemeinden Wohlde, Bergenhusen, Norderstapel und Seeth (alle im Kreis Schleswig) sowie die Gemeinde Koldenbüttel (im Kreis Eiderstedt).

## Geschichte
Mit der Verordnung vom 22. September 1867 wurden in der preußischen Provinz Schleswig-Holstein die selbständigen Landgemeinden eingeführt. Anders als im übrigen Provinzgebiet gab es im Westen Schleswig-Holsteins, nämlich in Dithmarschen und im Kreis Husum, eine besondere Form der kommunalen Verwaltung. Diese wurde unangetastet übernommen. So wurden aus den Gebieten der Kirchspiele, in denen bereits weltliche Strukturen vorhanden waren, politische Gemeinden, die Kirchspielslandgemeinden.
Die in den Kirchspielslandgemeinden als „Untereinheit“ vorhandenen Dorfschaften und Dorfgemeinden wurden in der Regel am 1. April 1934 zu selbständigen Gemeinden/Landgemeinden. Die Kirchspielslandgemeinde Schwabstedt wurde jedoch erst am 1. Dezember 1934 aufgelöst. Es wurden an ihrer Stelle die Gemeinden Fresendelf, Hollbüllhuus, Hude, Ramstedt, Schwabstedt, Schwabstedter Westerkoog, Süderhöft und Wisch neu gebildet.